# Copa Catalunya de futbol masculina 2015-2016
La Copa Catalunya 2015-2016 fou la 27a edició de la Copa Catalunya de futbol, una competició a eliminatòries úniques al camp de l'equip de menor categoria i organitzada per la Federació Catalana. Participaren els campions de Grup de la Primera Catalana i els equips de Tercera Divisió, Segona Divisió B i Segona Divisió estatals. La competició començà el dia 31 de juliol de 2015 i acabà el 30 de març de 2016 amb la final, a l'Estadi Nova Creu Alta de Sabadell entre el CE Sabadell i el FC Barcelona B, amb el resultat de 2 gols a 0 a favor del CE Sabadell.

## Primera eliminatòria
El sorteig de la primera eliminatòria es va fer el 30 de juny de 2015.

Exempt: Reus Deportiu
| 31 juliol 2015 | FC Vilafranca                | 2 – 1 | Gimnàstic         | Vilafranca del Penedès            |  |
| 20:30          | Sergi Moreno 84' · Bueno 89' |       | Marc Martínez 20' | Municipal · Raul Calle Martínez · |  |

| 1 agost 2015 | Santfeliuenc     | 1 – 3 | UE Cornellà                        | Sant Feliu de Llobregat         |  |
| 19:00        | Éric Pacheco 42' |       | Enric Gallego 20', 80' · David 38' | Les Grasses · Castellet Julià · |  |

| 1 agost 2015 | CE Europa | 1 – 0 | RCD Espanyol B | Barcelona      |  |
| 19:00        |           |       |                | Nou Sardenya · |  |

| 1 agost 2015 | Júpiter | 1 – 1           | Martinenc | Barcelona    |  |
| 19:00        |         |                 |           | La Verneda · |  |
|              |         | Tanda de penals |           |              |  |
|              |         | 4–3             |           |              |  |

| 1 agost 2015 | Masnou | 0 – 0           | Palamós CF | El Masnou   |  |
| 19:00        |        |                 |            | Municipal · |  |
|              |        | Tanda de penals |            |             |  |
|              |        | 2–4             |            |             |  |

| 1 agost 2015 | Muntanyesa | 1 – 2 | UE Sant Andreu | Barcelona    |  |
| 19:30        |            |       |                | Nou Barris · |  |

| 1 agost 2015 | Peralada | 0 – 0           | UE Figueres | Peralada    |  |
| 20:00        |          |                 |             | Municipal · |  |
|              |          | Tanda de penals |             |             |  |
|              |          | 3–5             |             |             |  |

| 1 agost 2015 | FC Ascó | 1 – 1           | Lleida Esportiu | Ascó        |  |
| 20:00        |         |                 |                 | Municipal · |  |
|              |         | Tanda de penals |                 |             |  |
|              |         | 2–4             |                 |             |  |

| 1 agost 2015 | Manlleu | 0 – 1 | UE Olot | Manlleu     |  |
| 20:30        |         |       |         | Municipal · |  |

| 2 agost 2015 | CF Gavà | 0 – 1 | Castelldefels | Gavà               |  |
| 19:00        |         |       |               | Estadi La Bòbila · |  |

| 2 agost 2015 | Terrassa FC | 0 – 1 | Rubí | Terrassa  |  |
| 19:00        |             |       |      | Olímpic · |  |

| 2 agost 2015 | Cerdanyola | 1 – 0 | CF Badalona | Cerdanyola del Vallès |  |
| 19:00        |            |       |             | Les Fontetes ·        |  |

| 2 agost 2015 | Prat | 2 – 0 | L'Hospitalet | El Prat de Llobregat |  |
| 20:00        |      |       |              | Sagnier ·            |  |

## Segona eliminatòria
| 8 agost 2015 | Castelldefels | 1 – 2 | FC Vilafranca | Castelldefels |  |
| 19:30        |               |       |               | Els Canyars · |  |

| 8 agost 2015 | Prat | 0 – 0           | UE Cornellà | El Prat de Llobregat |  |
| 20:00        |      |                 |             | Sagnier ·            |  |
|              |      | Tanda de penals |             |                      |  |
|              |      | 4–5             |             |                      |  |

| 8 agost 2015 | UE Figueres | 1 – 0 | UE Olot | Figueres                 |  |
| 20:00        |             |       |         | Municipal de Vilatenim · |  |

| 9 agost 2015 | Cerdanyola | 0 – 0           | Palamós CF | Cerdanyola del Vallès |  |
| 19:30        |            |                 |            | Les Fontetes ·        |  |
|              |            | Tanda de penals |            |                       |  |
|              |            | 5–4             |            |                       |  |

| 9 agost 2015 | Reus Deportiu | 2 – 1 | Lleida Esportiu | Reus       |  |
| 20:00        |               |       |                 | Camp Nou · |  |

| 11 agost 2015 | Júpiter | 0 – 2 | CE Europa | Barcelona    |  |
| 19:00         |         |       |           | La Verneda · |  |

| 11 agost 2015 | Rubí | 3 – 2 | UE Sant Andreu | Rubí        |  |
| 19:30         |      |       |                | Can Rosés · |  |

## Tercera eliminatòria
Exempt: Rubí
| 15 agost 2015 | UE Figueres | 1 – 0 | Cerdanyola | Figueres                 |  |
| 20:00         |             |       |            | Municipal de Vilatenim · |  |

| 16 agost 2015 | FC Vilafranca | 1 – 1           | Reus Deportiu | Vilafranca del Penedès |  |
| 19:00         |               |                 |               | Municipal ·            |  |
|               |               | Tanda de penals |               |                        |  |
|               |               | 5–6             |               |                        |  |

| 16 agost 2015 | CE Europa | 0 – 1 | UE Cornellà | Barcelona      |  |
| 19:00         |           |       |             | Nou Sardenya · |  |

## Quarts de final
El sorteig dels quarts de final es va fer el 31 d'agost de 2015.
| 30 setembre 2015 | UE Cornellà | 0 – 1 | Girona FC | Cornellà de Llobregat |  |
| 21:00            |             |       |           | Nou Camp ·            |  |

| 7 octubre 2015 | Rubí | 1 – 0 | UE Llagostera | Rubí        |  |
| 20:00          |      |       |               | Can Rosés · |  |

| 7 octubre 2015 | Reus Deportiu | 1 – 2 | CE Sabadell | Reus       |  |
| 20:30          |               |       |             | Camp Nou · |  |

| 7 octubre 2015 | UE Figueres | 0 – 0           | FC Barcelona B | Figueres                 |  |
| 21:00          |             |                 |                | Municipal de Vilatenim · |  |
|                |             | Tanda de penals |                |                          |  |
|                |             | 1–3             |                |                          |  |

## Semifinals
El sorteig de les semifinals es va fer el 13 d'octubre de 2015.
| 11 novembre 2015 | FC Barcelona B | 1 – 0 | Girona FC | Barcelona     |  |
| 21:00            |                |       |           | Mini Estadi · |  |

| 8 desembre 2015 | Rubí | 0 – 0           | CE Sabadell | Rubí        |  |
| 12:00           |      |                 |             | Can Roses · |  |
|                 |      | Tanda de penals |             |             |  |
|                 |      | 2–4             |             |             |  |

## Final
| 30 març 2016 | CE Sabadell             | 2 – 0  | FC Barcelona B | Sabadell                                                    |  |
| 21:15        | Sandro 51' · Forgas 91' | Report |                | Nova Creu Alta · 6870 espectadors · Gustavo Rebollo López · |  |